# Третє болгарське царство
Тре́тє болга́рське ца́рство або Тре́тя болга́рська держава (болг. Трета българска държава), офіційно Болгарське Царство (болг. Царство България) — колишня болгарська держава, яка існувала від моменту проголошення незалежності в 1908 році до скасування монархії в 1946 році. Конституційна монархія (Тирновська конституція 1879 року з поправками). Голова держави — цар. Царська династія — Саксен-Кобург-Готська. Передбачалося колективне регентство у разі недієздатності царя.

## Історія
Під час чергового ослаблення Османської імперії, яка втратила на користь Австро-Угорщини Боснію і Герцеговину, болгарський князь Фердинанд I 22 вересня 1908 року проголосив себе царем. Прийняття титулу царя означало повну юридичну незалежність від Османської імперії, повний суверенітет над Східною Румелією і претензії на гегемонію на Балканах. При Фердинанді були внесені поправки до конституції, які розширили повноваження царя й обмежили прийняті в 1879 році демократичні норми.

### Балканські війни
У 1912 — 1913 роках, під час Першої балканської війни, Болгарія отримала від Османської імперії практично всю Фракію з Едірне (крім Константинополя) і великий вихід до Егейського моря. Питання контролю над Македонією (яку фактично займали Сербія і Греція) призвело до швидкоплинної Міжсоюзницької (Другої Балканської) війни 1913 року, де проти Болгарії виступили екссоюзники Сербія і Греція, а також Румунія та власне Османська імперія. Болгарія програла цю війну і втратила Едірне, а також невеликі терени на всіх кордонах, проте зберегла вихід до Егейського моря.

### Перша світова війна

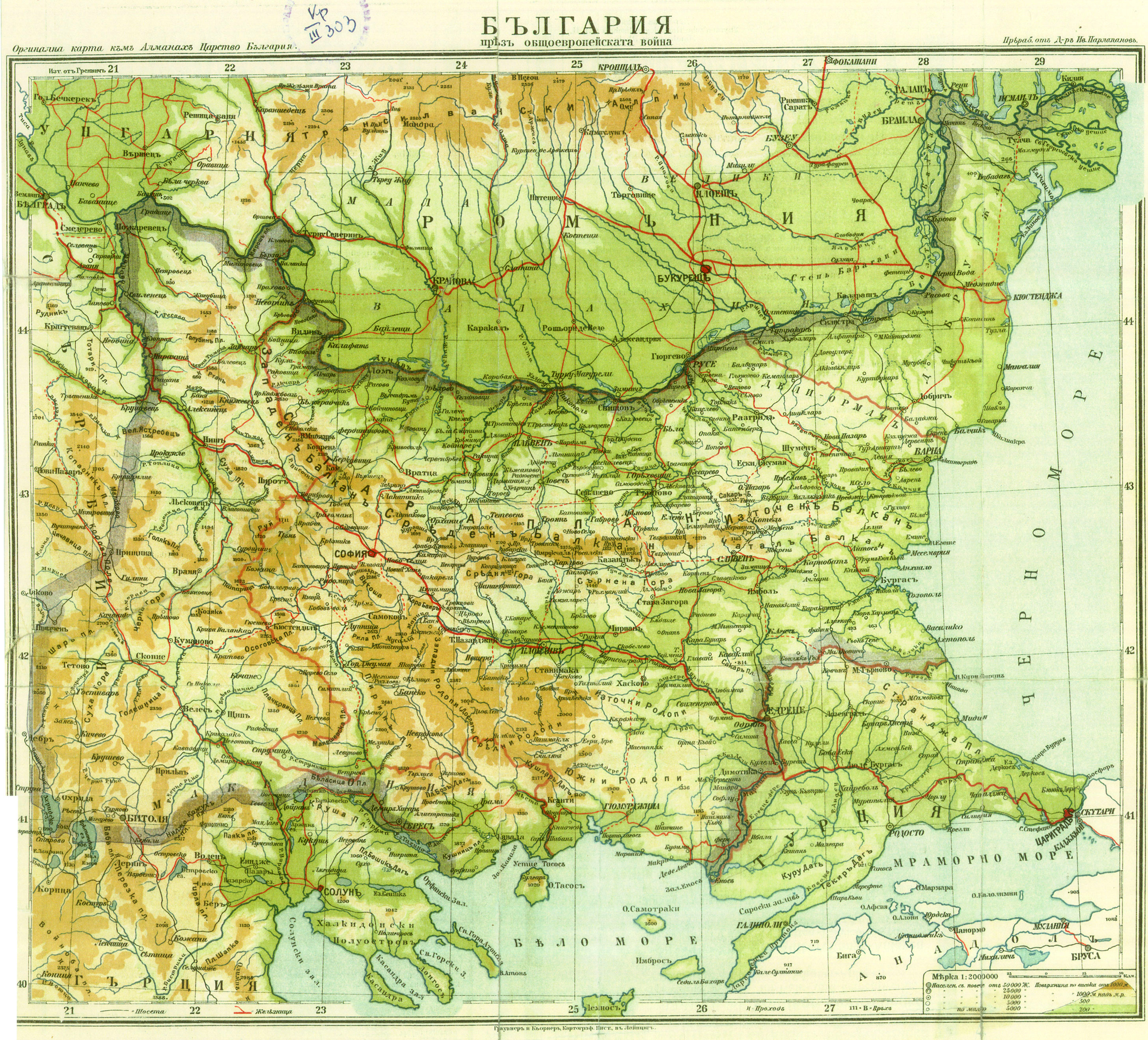
Найбільший терен Царства Болгарії в Першій світовій війні

1915 року Третє Болгарське царство, дотримуючись німецької орієнтації Фердинанда і прагнучи приєднати всю слов'янську Македонію, вступило в Першу світову війну на боці Німеччини, Австрії та Туреччини. Болгарії приліпили прізвисько у країнах Антанти «зрадниці слов'янства». Після поразки у війні цар Фердинанд відрікся від престолу і повернувся до Німеччини, а його наступником у 1918 році став його старший син Борис III.

Територіальні зміни після Нейї-сюр-Сенського договору

У 1919 році в рамках Версальського мирного процесу був підписаний Нейський договір, за яким Болгарія позбавлялася виходу до Егейського моря (на користь Греції). У 1920-ті роки Болгарія розвивала відносини з країнами Антанти, активно приймала російських емігрантів.

### Друга світова війна
У 1934 році цар Борис III установив особисту диктатуру, а в 1940 рр. країна під керівництвом прем'єра Богдана Філова стала союзником Німеччини у Другій світовій війні. У 1941 році було повернено вихід до Егейського моря. При цьому, на вимогу царя, Болгарія не брала участь у бойових діях проти СРСР і в Голокості. Ця тверда політична лінія Бориса іноді пояснює його загадкову смерть в 1943 році, після чого на престол вступив його 6-річний син Симеон II, одним з трьох регентів при якому став Філов. Потім на окупованих Болгарією теренах (але не в самій країні) була проведена депортація євреїв, але війну СРСР країна не оголосила і після смерті Бориса.
Вступ на терен Болгарії в 1944 році Червоної армії призвів до встановлення комуністичного режиму; попри страту трьох ексрегентів, монархія зберігалася до кінця 1946 року і при новому регентстві. Потім комуністи оголосили Болгарію республікою, і Симеон II емігрував, щоб через багато років повернутися на батьківщину вже як республіканський прем'єр-міністр.